# Écuires
Écuires és un municipi francès situat al departament del Pas de Calais i a la regió dels Alts de França. L'any 2007 tenia 782 habitants.

## Demografia

### Població
El 2007 la població de fet d'Écuires era de 782 persones. Hi havia 308 famílies de les quals 76 eren unipersonals (32 homes vivint sols i 44 dones vivint soles), 104 parelles sense fills, 108 parelles amb fills i 20 famílies monoparentals amb fills.
La població ha evolucionat segons el següent gràfic:
Habitants censats

### Habitatges
El 2007 hi havia 351 habitatges, 311 eren l'habitatge principal de la família, 15 eren segones residències i 25 estaven desocupats. 297 eren cases i 50 eren apartaments. Dels 311 habitatges principals, 220 estaven ocupats pels seus propietaris, 43 estaven llogats i ocupats pels llogaters i 48 estaven cedits a títol gratuït; 5 tenien una cambra, 16 en tenien dues, 43 en tenien tres, 100 en tenien quatre i 147 en tenien cinc o més. 220 habitatges disposaven pel capbaix d'una plaça de pàrquing. A 123 habitatges hi havia un automòbil i a 159 n'hi havia dos o més.

### Piràmide de població
La piràmide de població per edats i sexe el 2009 era:
| Homes | Edats   | Dones |
| ----- | ------- | ----- |
| 0     | 95 o +  | 0     |
| 0     | 90 a 94 | 0     |
| 0     | 85 a 89 | 0     |
| 0     | 80 a 84 | 8     |
| 12    | 75 a 79 | 20    |
| 12    | 70 a 74 | 12    |
| 20    | 65 a 69 | 8     |
| 24    | 60 a 64 | 20    |
| 28    | 55 a 59 | 20    |
| 40    | 50 a 54 | 36    |
| 40    | 45 a 49 | 60    |
| 44    | 40 a 44 | 36    |
| 32    | 35 a 39 | 24    |
| 12    | 30 a 34 | 16    |
| 28    | 25 a 29 | 12    |
| 36    | 20 a 24 | 24    |
| 40    | 15 a 19 | 20    |
| 36    | 10 a 14 | 24    |
| 20    | 5 a 9   | 24    |
| 4     | 0 a 4   | 24    |

## Economia
El 2007 la població en edat de treballar era de 511 persones, 350 eren actives i 161 eren inactives. De les 350 persones actives 335 estaven ocupades (191 homes i 144 dones) i 15 estaven aturades (7 homes i 8 dones). De les 161 persones inactives 69 estaven jubilades, 57 estaven estudiant i 35 estaven classificades com a «altres inactius».

### Ingressos
El 2009 a Écuires hi havia 310 unitats fiscals que integraven 815,5 persones, la mediana anual d'ingressos fiscals per persona era de 17.986 €.

### Activitats econòmiques
Dels 32 establiments que hi havia el 2007, 3 eren d'empreses de fabricació d'altres productes industrials, 2 d'empreses de construcció, 13 d'empreses de comerç i reparació d'automòbils, 1 d'una empresa d'informació i comunicació, 2 d'empreses financeres, 3 d'empreses immobiliàries, 4 d'empreses de serveis, 2 d'entitats de l'administració pública i 2 d'empreses classificades com a «altres activitats de serveis».
Dels 8 establiments de servei als particulars que hi havia el 2009, 1 era una gendarmeria, 4 tallers de reparació d'automòbils i de material agrícola, 1 taller d'inspecció tècnica de vehicles, 1 lampisteria i 1 perruqueria.
L'únic establiment comercial que hi havia el 2009 era una botiga de roba.
L'any 2000 a Écuires hi havia 11 explotacions agrícoles.

## Poblacions més properes
El següent diagrama mostra les poblacions més properes.